# مراسلة نورماندي
مراسلة نورماندي هو اسم مخطوطة كتبها فيليب السادس ملك فرنسا في 23 مارس 1338. وقد دعت إلى غزو نورماندي جديد لإنجلترا بجيش سيقوده دوق نورماندي جون الثاني ويجب بعد ذلك تقسيم إنجلترا بين دوق نورماندي ونبلاءه كمنطقة تابعة لملك فرنسا. وجد الجيش الإنجليزي المخطوطة في كا في 1346. بعد أن حملها ويليام كلينتون قرأها جون دي سترافورد في ساحة سان بول بلندن. ذكر في مقطع لفيليب (بالغالية:"destruire & anientier tote la Nation & la Lange Engleys") وتعني تدمير ومحو الأمة واللغة الإنجليزيتين.